# 浜山
浜山（はまやま）は、島根県出雲市にあるなだらかな砂質の山である。現在、松林に覆われており島根県立浜山公園などの施設がある。

## 地理
大社町が出雲市に合併される前は、浜山がこの境をなしていた。南北2.5km、東西1km、標高47mの小さな山である。高浜山とも呼ばれる。

## 歴史
かつてこの地には島根半島の西部をえぐる大きな海湾部があった。この湾に南部から注ぐ斐伊川と神戸川の堆積作用により、大量の砂が河口部（稲佐の浜あたり）に流れ込み、大規模な砂州が形成されていた。この砂州に西北からふきつける風が砂を内陸部に運び、現在の浜山の原型となる砂山が形作られた。
草木も生えないこの砂山近辺は農業に適さない荒地であった。この荒野に宝暦年間に井上恵助が植林を始める。この植林をきっかけに飛砂に歯止めがかかり、周囲の開拓が進むようになった。現在では泉が湧くまでになっている。